# Dyskografia t.A.T.u.
Artykuł przedstawia spis singli, albumów, DVD oraz teledysków wchodzących w skład dyskografii zespołu t.A.T.u.

## Albumy
| Rok  | Tytuł i opis | Pozycje na listach | Pozycje na listach | Pozycje na listach | Pozycje na listach | Pozycje na listach | Pozycje na listach | Pozycje na listach | Informacje dodatkowe | Certyfikat sprzedaży |
| Rok  | Tytuł i opis | Stany Zjednoczone  | Wielka Brytania    | Rosja              | Japonia            | Meksyk             | Polska             | Niemcy             | Informacje dodatkowe | |
| ---- | --- | ------------------ | ------------------ | ------------------ | ------------------ | ------------------ | ------------------ | ------------------ | --- | --- |
| 2001 | 200 po wstriecznoj - 1. studyjny album, wersja rosyjska - wydany 21 maja 2001 - format: CD, kaseta                | –                  | –                  | 1                  | 123                | –                  | 1                  | –                  | - Sprzedaż: 2 350 000 egz. - Główne rynki: Europa Wschodnia i Środkowa | - POL: platynowa płyta - EUR (IFPI): platynowa płyta                                                                                          |
| 2002 | 200 km/h in the Wrong Lane - 1. studyjny album, wersja angielska - wydany 10 grudnia 2002 r. - format: CD, kaseta | 13                 | 12                 | 1                  | 1                  | 1                  | –                  | 3                  | - Sprzedaż: ponad 4 000 000 egz. - JPN: 2 000 000 - USA: 831 000 - EUR: 1 000 000, w tym min: - GER: 100 000 - UK: 100 000 - Główne rynki: Europa Zachodnia, Azja, Ameryka | - JPN: 2x Million - FRA: złota płyta - GER: złota płyta - CAN: 2x platynowa płyta - UK: złota płyta - USA: złota płyta - EUR: platynowa płyta |
| 2003 | t.A.T.u. Remixes - składanka z remixami - wydana 26 września 2003 r. - format: CD+DVD, kaseta                     | –                  | –                  | 2                  | 105                | –                  | –                  | –                  | - Sprzedaż: 175 000 egz. - Główne rynki: Rosja, Japonia, inne | |
| 2005 | Dangerous and Moving - 2. studyjny album, wersja angielska - wydany 5 października 2005 r. - format: CD           | 131                | 79                 | 1                  | 10                 | 1                  | 25                 | 12                 | - Sprzedaż: 1 200 000 egz. - Główne rynki: Europa, Azja, Ameryka | - MEX: złota płyta |
| 2005 | Ludi inwalidy - 2. studyjny album, wersja rosyjska - wydany 19 października 2005 r. - format: CD                  | –                  | –                  | 1                  | –                  | 7                  | –                  | –                  | - Sprzedaż: 350 000 egz. - Główne rynki: Rosja, inne | |
| 2006 | t.A.T.u. The Best - składanka "The Best Of" - wydana 11 września 2006 r. - format: CD, CD+DVD                     | –                  | –                  | 2                  | –                  | 5                  | 65                 | –                  | - Sprzedaż: 500 000 egz. - Główne rynki: Europa | |
| 2008 | Wiesiołyje ułybki - 3. studyjny album, wersja rosyjska - wydany 21 października 2008 r. - format: CD, digital     | 32                 | –                  | 7                  | –                  | –                  | –                  | –                  | - Sprzedaż: 250 000 egz. - Główne rynki: Rosja, iTunes (USA i Europa) | |
| 2009 | Waste Management - 3. studyjny album, wersja angielska - wydany 15 grudnia 2009 r. - format: CD, digital          | –                  | 52                 | 16                 | –                  | 8                  | –                  | –                  | - Sprzedaż: 75 000 egz. - Główne rynki: Ameryka Południowa, Rosja, iTunes (USA i Europa)                                                                                   | |

## Single
Poniżej znajduje się zestawienie singli t.A.T.u. z ich pozycjami zajmowanymi na narodowych listach przebojów. Singel "Ljudi inwalidy" został wydany tylko w Rosji, a "Show Me Love" tylko w Polsce, jako promo wysłane do stacji radiowych. 
Objaśnienie list: Rosja - Airplay; Polska - lista 30 Ton/Polish Airplay Chart; USA - lista Billboard Hot 100 (uwaga - dla singli "Not Gonna Get Us" oraz "All About Us" podano pozycje z listy clubowej Billboard - Club Play/Dance); Wielka Brytania - oficjalna lista singli; Japonia - Tokio Hot 100 (uwaga - pozycje z listy sprzedaży Oricon znajdują się w hasłach na temat singli), Niemcy - oficjalna lista singli, Brazylia - oficjalna lista "HOT 100", Europa - Euro Top 100; Świat - World Charts Chow: światowy airplay (uwaga - dla "All the Things She Said" podano wynik z listy United World Chart zliczający poza airplayem także sprzedaż singla; dokładne wyszczególnienie obu list dla pozostałych piosenek znajduje się w osobnych hasłach na temat singli). 
| Wyd. w PL | Rok  | Tytuł                   | Album                      | Informacje dodatkowe (Sprzedaż) | Certyfikat sprzedaży | Rosja | Polska | Stany Zjednoczone | Wielka Brytania | Japonia | Niemcy | Brazylia | Unia Europejska |    |
| --------- | ---- | ----------------------- | -------------------------- | ------------------------------- | --- | ----- | ------ | ----------------- | --------------- | ------- | ------ | -------- | --------------- | -- |
| T         | 2000 | Ja soszła s uma         | 200 po wstriecznoj         |                                 | | 1     | 1      | -                 | -               | -       | -      | -        | –               | –  |
| T         | 2001 | Nas nie dogoniat        | 200 po wstriecznoj         |                                 | | 1     | 1      | -                 | -               | -       | -      | -        | -               | -  |
| T         | 2001 | 30 minut                | 200 po wstriecznoj         |                                 | | 7     | -      | -                 | -               | -       | -      | -        | -               | -  |
| T         | 2002 | Prostyje dwiżenija      | t.A.T.u. Remixes           |                                 | | 28    | -      | -                 | -               | -       | -      | -        | -               | -  |
| T         | 2002 | All the Things She Said | 200 km/h in the Wrong Lane | - Sprzedaż: 6 000 000 egz.      | - AUS: platynowa płyta - BEL: platynowa płyta - FRA: złota płyta - GER: złota płyta - CHE: platynowa płyta - UK: złota płyta - SE: platynowa płyta - AT: złota płyta - NOR: 2x platynowa płyta - DNK: złota płyta - GR: złota płyta - NZL: złota płyta | 1     | 1      | 20                | 1               | 1       | 1      | 7        | 1               | 2  |
| T         | 2003 | Show Me Love            | 200 km/h in the Wrong Lane |                                 | | -     | 18     | -                 | -               | -       | -      | -        | -               | -  |
| T         | 2003 | Not Gonna Get Us        | 200 km/h in the Wrong Lane |                                 | - AUS: złota płyta | 2     | 19     | 1                 | 7               | 2       | 15     | 23       | 20              | 5  |
| T         | 2003 | Nie wier´, nie bojsia   | t.A.T.u. Remixes           |                                 | | 2     | -      | -                 | -               | -       | -      | -        | -               | -  |
| T         | 2003 | 30 Minutes              | 200 km/h in the Wrong Lane |                                 | | -     | -      | -                 | -               | -       | -      | -        | -               | -  |
| T         | 2003 | How Soon Is Now?        | 200 km/h in the Wrong Lane |                                 | | 10    | -      | -                 | -               | 56      | 33     | -        | -               | -  |
| T         | 2005 | All About Us            | Dangerous and Moving       | - Sprzedaż: 2 500 000 egz.      | - TWN: złota płyta - Świat: platynowa płyta (United World Chart) | 5     | 1      | 13                | 8               | 15      | 7      | 19       | 3               | 1  |
| N         | 2005 | Ludi inwalidy           | Ludi inwalidy              |                                 | | 63    | -      | -                 | -               | -       | -      | -        | -               | -  |
| T         | 2005 | Friend or Foe           | Dangerous and Moving       |                                 | | 16    | 8      | -                 | 48              | -       | -      | -        | 33              | 5  |
| T         | 2006 | Gomenasai               | Dangerous and Moving       |                                 | | 75    | 3      | -                 | -               | 25      | 30     | -        | 117             | 22 |
| T         | 2006 | Loves Me Not            | t.A.T.u. The Best          |                                 | | 28    | -      | -                 | -               | -       | -      | -        | -               | -  |
| T         | 2007 | Biełyj płaszczik        | Wiesiołyje ułybki          |                                 | | 97    | 22     | -                 | -               | -       | -      | -        | 263             | -  |
| T         | 2008 | 220                     | Wiesiołyje ułybki          |                                 | | 57    | 41     | -                 | -               | -       | -      | -        | -               | -  |
| N         | 2008 | You and I               | Wiesiołyje ułybki          |                                 | | 91    | -      | -                 | -               | -       | -      | -        | -               | -  |
| T         | 2009 | Sniegopady              | Wiesiołyje ułybki          |                                 | | -     | -      | -                 | -               | -       | -      | -        | -               | -  |
| T         | 2009 | White Robe              | Waste Management           |                                 | | -     | -      | -                 | -               | -       | -      | 15       | -               | -  |
| N         | 2010 | Sparks                  | Waste Management           |                                 | | -     | -      | -                 | -               | -       | -      | 20       | -               | -  |
| T         | 2010 | Snowfalls               | Waste Management           |                                 | | -     | -      | -                 | -               | -       | -      | 61       | -               | -  |

- inne 
  - 2004 Ja budu - piosenka i klip powstały podczas programu TV prezentującego nagrywanie nowego albumu; utwór nie został wydany jako singel, ani umieszczony na żadnym krążku,
  - 2006 Happy Birthday - singel Flipsyde, w którym wykorzystano motyw z Gomenasai, dodatkowo t.A.T.u. śpiewa w nim refren.

## Wideo
Albumy kompilacyjne i koncertowe
| Rok  | Dane dot. albumu |
| ---- | --- |
| 2003 | The Video Collection - Data: 2003 - Wydawca: Universal Music Russia - Format: DVD, DVD-Video, NTSC                        |
| 2003 | Screaming for More - Data: 2003 - Wydawca: Star Records, Interscope Records - Format: VHS, VCD, DVD, DVD-Video, PAL, NTSC |
| 2007 | Truth: Live in St. Petersburg - Data: 12 września 2007 - Wydawca: Neformat Music - Format: DVD, NTSC                      |

Pozostałe
| Tytuł                                | Informacje dodatkowe                                                                                       |
| ------------------------------------ | --- |
| All the Things She Said (The Video)  | Wersja wideo singla „All the Things She Said” wydana na DVD tylko w USA                                    |
| All the Things She Said              | Wersja wideo singla „All the Things She Said” wydana na VHS tylko we Francji i Hiszpanii                   |
| 200 km/h in The Wrong Lane Bonus DVD | Płyta DVD stanowiąca dodatek do edycji „Deluxe” albumu 200 km/h in the Wrong Lane                          |
| Not Gonna Get Us                     | Wersja wideo singla „Not Gonna Get Us” wydana na VHS tylko w Wielkiej Brytanii i Francji                   |
| Anatomia t.A.T.u.                    | Film dokumentalny wydany na DVD 12 grudnia 2003 roku w Rosji                                               |
| Remixes DVD                          | Płyta DVD wchodząca w skład albumu t.A.T.u. Remixes                                                        |
| Compilation Promo DVD                | Promocyjny, nieobecny w sprzedaży detalicznej album kompilacyjny wydany na DVD w 2005 roku w Grecji        |
| All About Us                         | Wersja wideo singla „All About Us” wydana na DVD tylko w Wielkiej Brytanii                                 |
| All About Us (The Uncensored Video)  | Promocyjna, nieobecna w sprzedaży detalicznej wersja wideo singla „All About Us” wydana na DVD tylko w USA |
| D & M Bonus DVD                      | Płyta DVD stanowiąca dodatek do japońskiego wydania albumu Dangerous and Moving                            |
| The Best DVD                         | Płyta DVD wchodząca w skład albumu t.A.T.u. The Best                                                       |
| Biełyj płaszczik/White Robe          | Rozszerzony singel z treścią umieszczoną częściowo na płycie DVD wydany 20 maja 2008 roku w Rosji          |

## Teledyski
- Ja soszła s uma
- Ja soszła s uma (Subtitled)
- Ja soszła s uma (HarDrum Remix)
- Nas nie dogoniat
- Nas nie dogoniat (Subtitled)
- 30 minut
- Prostyje dwiżenija
- All The Things She Said
- All The Things She Said (Remix)
- Not Gonna Get Us
- Show Me Love
- Nie wier´, nie bojsia
- 30 Minutes
- How Soon is Now?
- Zaszcziszczat´sia oczkami (Ja budu)
- All About Us
- Ludi inwalidy
- Friend Or Foe
- Gomenasai (wersja animowana)
- Gomenasai
- Loves Me Not (wersja live "Live at Glam as You")
- Biełyj płaszczik
- 220
- Sniegopady
- Snowfalls
- White Robe
- Sparks